# Эдвардс, Норман
Норман Эдвардс (англ. Norman Edwards; 24 сентября 1962 — 13 июля 2015) — ямайский легкоатлет, спринтер. Серебряный призер летних Олимпийских игр.

## Биография
Родился на Ямайке, но большую часть своей жизни прожил в США. Вырос в Силвер-Спринг, штат Мэриленд. Учился в одном из колледжей Университета Джорджии, где в течение 1983-1986 годов выступал в легкоатлетических соревнованиях. После окончания колледжа более 20 лет работал в финансовой сфере в Вашингтоне, округ Колумбия. В последние годы жизни был брокером по недвижимости в «Long & Foster Real Estate, Аннандейл, штат Вирджиния.
На летних Олимпийских играх 1984 года в Лос-Анджелесе (США) завоевал серебряную олимпийскую медаль в эстафете 4×100 метров вместе с Рэем Стюартом, Альбертом Лоуренсом, Грегом Мегу и Доном Куорри.